# The Sidewinder
The Sidewinder è un album di Lee Morgan, pubblicato dalla Blue Note Records nel settembre del 1964. Il disco fu registrato il 21 dicembre 1963 al Van Gelder Studio di Englewood Cliffs, New Jersey (Stati Uniti).

## Tracce
Lato A
1. The Sidewinder – 10:21 (Lee Morgan)
2. Totem Pole – 10:11 (Lee Morgan)

Lato B
1. Gary's Notebook – 6:03 (Lee Morgan)
2. Boy, What a Night – 7:30 (Lee Morgan)
3. Hocus-Pocus – 6:21 (Lee Morgan)

Edizione CD del 1999, pubblicato dalla Blue Note Records
1. The Sidewinder – 10:21 (Lee Morgan)
2. Totem Pole – 10:11 (Lee Morgan)
3. Gary's Notebook – 6:10 (Lee Morgan)
4. Boy, What a Night – 7:34 (Lee Morgan)
5. Hocus Pocus – 6:25 (Lee Morgan)
6. Totem Pole – 9:57 (Lee Morgan) – Bonus Track - Alternate Take[3]

## Musicisti
- Lee Morgan - tromba
- Joe Henderson - sassofono tenore
- Barry Harris - pianoforte
- Bob Cranshaw - contrabbasso
- Billy Higgins - batteria

## Classifiche
| Classifica (2021) | Posizione massima |
| ----------------- | ----------------- |
| Grecia            | 64                |